# 双林三桥
双林三桥位于浙江省湖州市南浔区双林镇北。万魁桥、化成桥、万元桥三桥同跨双林塘，均为三孔薄墩薄拱实腹石拱桥。2005年3月16日列入浙江省文物保护单位，2013年5月列入第七批全国重点文物保护单位。

## 桥梁分布

### 化成桥
化成桥居三桥之中，为三桥中最早建成，始建于元延祐年间。

### 万元桥
万元桥距化成桥东225米处。

### 万魁桥
万魁桥离化成桥西122米处。